# Grethe Lundblad
Grethe Lundblad, född 30 april 1925 i Köpenhamn, Danmark, död 8 januari 2010 i Helsingborgs Gustav Adolfs församling, Skåne län, var en svensk socialvårdsinspektör och socialdemokratisk politiker.
Lundblad tillhörde riksdagens första kammare 1969–1970 representerande socialdemokraterna i valkretsen Malmöhus län. Hon var även ledamot i den nya enkammarriksdagen från dess öppnande 1971.
Grethe Lundblad är gravsatt vid Helsingborgs krematorium.